# Taleh Məmmədov
Taleh Məmmədov –también escrito como Taleh Mammadov– (16 de agosto de 1989) es un deportista azerbaiyano que compite en lucha grecorromana.
Ganó una medalla de bronce en el Campeonato Mundial de Lucha de 2022 y cuatro medallas en el Campeonato Europeo de Lucha entre los años 2019 y 2023.

## Palmarés internacional
| Campeonato Mundial | Campeonato Mundial | Campeonato Mundial | Campeonato Mundial |
| Año                | Lugar              | Medalla            | Categoría          |
| ------------------ | ------------------ | ------------------ | ------------------ |
| 2022               | Belgrado (Serbia)  | Medalla de bronce  | 63 kg              |
| Campeonato Europeo |                    |                    |                    |
| Año                | Lugar              | Medalla            | Categoría          |
| 2019               | Bucarest (Rumania) | Medalla de bronce  | 63 kg              |
| 2021               | Varsovia (Polonia) | Medalla de plata   | 63 kg              |
| 2022               | Budapest (Hungría) | Medalla de plata   | 63 kg              |
| 2023               | Zagreb (Croacia)   | Medalla de plata   | 63 kg              |